# El Carmen Tequexquitla
El Carmen Tequexquitla là một đô thị thuộc bang Tlaxcala, México. Năm 2005, dân số của đô thị này là 13926 người.